# ريتشارد بي. ميلون
ريتشارد بي. ميلون (بالإنجليزية: Richard B. Mellon)‏ هو مصرفي أمريكي، ولد في 19 مارس 1858، وتوفي في 1 ديسمبر 1933.